# Brian Haley
Brian Carlo Haley (n. 12 februarie 1963, Seattle, Washington, SUA) este un actor american și comic.

## Filmografie
- The Caine Mutiny Court-Martial (1988, TV Movie) – Party Guest
- Always (1989) – Alex
- Into the Sun (1992) – Lieutenant DeCarlo
- Clean Slate (1994) – Patient
- Baby's Day Out (1994) – Veeko
- Little Giants (1994) – Mike Hammersmith
- Mars Attacks! (1996) – Mitch, Secret Service Agent
- 1997 Acea pisică blestemată (That Darn Cat), regia Bob Spiers
- Wings (1995–1996, TV Series) – Budd Bronski
- McHale's Navy (1997) – Christy
- The Weird Al Show (1997, TV Series) – The Hooded Avenger
- The Thirteenth Year (1999, TV Movie) – Coach
- The Man Who Wasn't There (2001) – Officer Krebs
- Pearl Harbor (2001) – Training Captain
- The Departed (2006) – Detective #2 Tailing Queenan
- Gran Torino (2008) – Mitch Kowalski
- The Taking of Pelham 123 (2009) – Police Captain Hill (MTA)
- The Adjustment Bureau (2011) – Officer Maes
- Draft Day (2014) – NFL Commissioner (nemenționat)
- The Amazing Spider-Man 2 (2014) – Phil Watson (scene șterse)
- Courting Des Moines (2016) – Sec. Todd Voss